# Вулиця Академіка Філатова (Київ)
Ву́лиця Акаде́міка Філа́това — вулиця в Печерському районі міста Києва, місцевість Саперне поле. Пролягає від вулиці Остапа Вишні до вулиць Саперне Поле та Ковпака.
Прилучаються бульвар Миколи Міхновського, вулиці Джона Маккейна та Василя Тютюнника.

## Історія
Вулиця Академіка Філатова виникла у 50-ті роки XX століття під назвою Нова. Сучасна назва на честь вченого-офтальмолога В. П. Філатова — з 1957 року.

## Пам'ятники та меморіальні дошки
- буд. № 10-А — меморіальна дошка на честь народного художника СРСР та УРСР, лауреата Державної премії імені Т. Г. Шевченка Сергія Шишка (1911—1997), який мешкав у цьому будинку в 1959–1997 роках. Відкрито у 2006 році.

## Мешканці
В будинку № 7 в квартирі № 1 мешкав Портнов Григорій Соломонович — історик мистецтва, художній критик
В будику № 10-А мешкали в квартирах:
- 01 — Кравченко Яків Кирилович — скульптор;
- 02 — Шаталін Віктор Васильович, Попінов Микола Олександрович[4] — художники;
- 03 — Шиленко Ганна Гаврилівна — графік;
- 04 — Яланський Віктор Григорович — графік, плакатист;
- 05 — Бєльський Михайло Гаврилович, Бєльський Володимир Михайлович[4] — художники;
- 06 — Ярошик Ганна Іллівна — скульптор;
- 07 — Куценко Павло Якович — графік;
- 08 — Полтавський Віталій Іванович — художник;
- 09 — Базилевич Анатолій Дмитрович — графік;
- 10 — Согоян Віра Согомонівна — художниця, Черников Володимир Михайлович — графік, плакатист;
- 11 — Шишко Сергій Федорович — художник;
- 12 — Одайник Вадим Іванович і Одайник-Самойленко Зоя Олександрівна — художники;
- 13 — подружжя Литовченко Іван Семенович та Литовченко Марія Тимофіївна — художники декоративного та монументального мистецтва;
- 14 — Шапран Андрій Андрійович — скульптор;
- 16 — Тартаковський Ісак Йосипович — графік;
- 17 — Чепик Михайло Максимович — художник;
- 18 — Пікалов Микола Лаврентійович — графік;
- 19 — Зацепіна Зінаїда Іллівна, Сулименко Петро Степанович — художники;
- 20 — Адамкевич Віктор Владиславович — художник, плакатист; Іванова Лариса Володимирівна — графік; Шпаков Анатолій Петрович — мистецтвознавець, художній критик;
- 21 — Волобуєв Євген Всеволодович, Яблонська Олена Нилівна — художники;
- 23 — Максименко Олександр Григорович — художник;
- 24 — Полтавець Віктор Васильович — художник, графік;
- 25 — Білостоцький Анатолій Юхимович, Супрун Оксана Олександрівна — скульптори;
- 26 — Забашта Василь Іванович — художник;
- 27 — Бароянц Седрак Михайлович — живописець[4];
- 28 — Рєпін Степан Йосипович, Тетьора Антон Кирилович — художники;
- 29 — Пламеницький Анатолій Олександрович — художник;
- 31 — Кривенко Михайло Ілліч — художник;
- 33 — Крупський Іван Йосипович — графік, плакатист;
- 35 — В'юник Андрій Олексійович — мистецтвознавець, Красний Іван Миколайович — графік, Лівшиць Слава Наумівна — художник.